# 악의 손길
《악의 손길》(영어: Touch of Evil)은 1958년 개봉한 필름 누아르 영화다. 오슨 웰스가 할리우드에서 마지막으로 감독한 영화로, 찰턴 헤스턴, 재닛 리 등이 출연했다.

## 출연
- 찰턴 헤스턴 - 라몬 미구엘 "마이크" 바가스
- 재닛 리 - 수전 바가스
- 오슨 웰스 - 행크 퀸란
- 조셉 칼레이아 - 피트 멘지스
- 아킴 타미로프 - 조 그랜디
- 조안나 무어 - 마르시아 리네커
- 레이 콜린스 - 아데어
- 데니스 위버 - 미래도어 모텔 야간당번
- 발렌틴 데 바가스 - 판초
- 모트 밀스 - 앨 슈와츠
- 빅터 밀란 - 마누엘 산체스
- 랄로 리오스 - 리스토
- 마이클 사겐트 - 예쁜 소년
- 필 하비 - 블레인
- 조이 랜싱 - 치타
- 해리 셰넌 - 굴드
- 마를레네 디트리히 - 타나 (우정출연)
- 자 자 가보르 - 스트립 클럽 주인 (우정출연)
- 조셉 코튼 - 검시관 (언급되지 않음, 우정출연)